# Santa Eduwiges
Para la santa venerada por la iglesia católica véase «Eduviges de Andechs»
Santa Eduwiges o también llamado La Cachora, es un ejido del municipio de Caborca ubicado en el noroeste del estado mexicano de Sonora, en la zona del desierto de Sonora. Según los datos del Censo de Población y Vivienda realizado en 2020 por el Instituto Nacional de Estadística y Geografía (INEGI), Santa Eduwiges (La Cachora) tiene un total de 406 habitantes. Se cree que se fundó el 6 de abril de 1976 por campesinos de la región, pero no fue hasta el 9 de enero de 1980 que solicitaron oficialmente al gobierno mexicano se les concedieran estas tierras junto a un título de propiedad.

## Geografía
Santa Eduwiges se sitúa en las coordenadas geográficas 30°46'11" de latitud norte y 112°31'31" de longitud oeste del meridiano de Greenwich, a una elevación de 157 metros sobre el nivel del mar.